# 戴錫綸 (乾隆舉人)
戴錫綸（1754年—1831年），字钦久，号东塘，别号乐静。河南光山縣人，清朝政治人物。举人出身。

## 生平
乾隆四十五年（1780年）举人。嘉庆六年（1801年），擔任清朝廣州府南海縣知縣。历普宁、合浦、澄海等知县，升连山同知，罗定、嘉应、南雄等知州；升韶州府知府，改高州府。道光三年（1823年）告老还乡。道光十一年（1831年）卒于光山。